# Autore di Metz
Autore o Adintore (fl. V secolo) è stato, secondo la tradizione, il tredicesimo vescovo di Metz, a metà del V secolo.
Era in carica quando Attila s'impadronì di Metz nel 451 e martirizzò, decapitandolo, san Livario.
Nell'852 il vescovo Drogone fece trasportare il suo corpo a Marmoutier (Basso Reno), insieme al corpo di san Celeste, il secondo vescovo. Secondo la leggenda, era stata organizzata una processione per mostrare le due reliquie attraverso la città e quella di Autore, più celebre, era stata disposta più avanti, ma si rifiutò di avanzare finché il corteo di Celeste non prese il primo posto.
Nel 1525, all'epoca della guerra dei contadini tedeschi, i protestanti profanarono la chiesa abbaziale di Marmoutier e mischiarono le ossa di Autore con altre per renderle irriconoscibili.
La sua festa si celebra il 9 agosto.
Le relique sono conservate nella chiesa di Sant'Egidio, a Braunschweig in Germania.